# 긴급 대피소

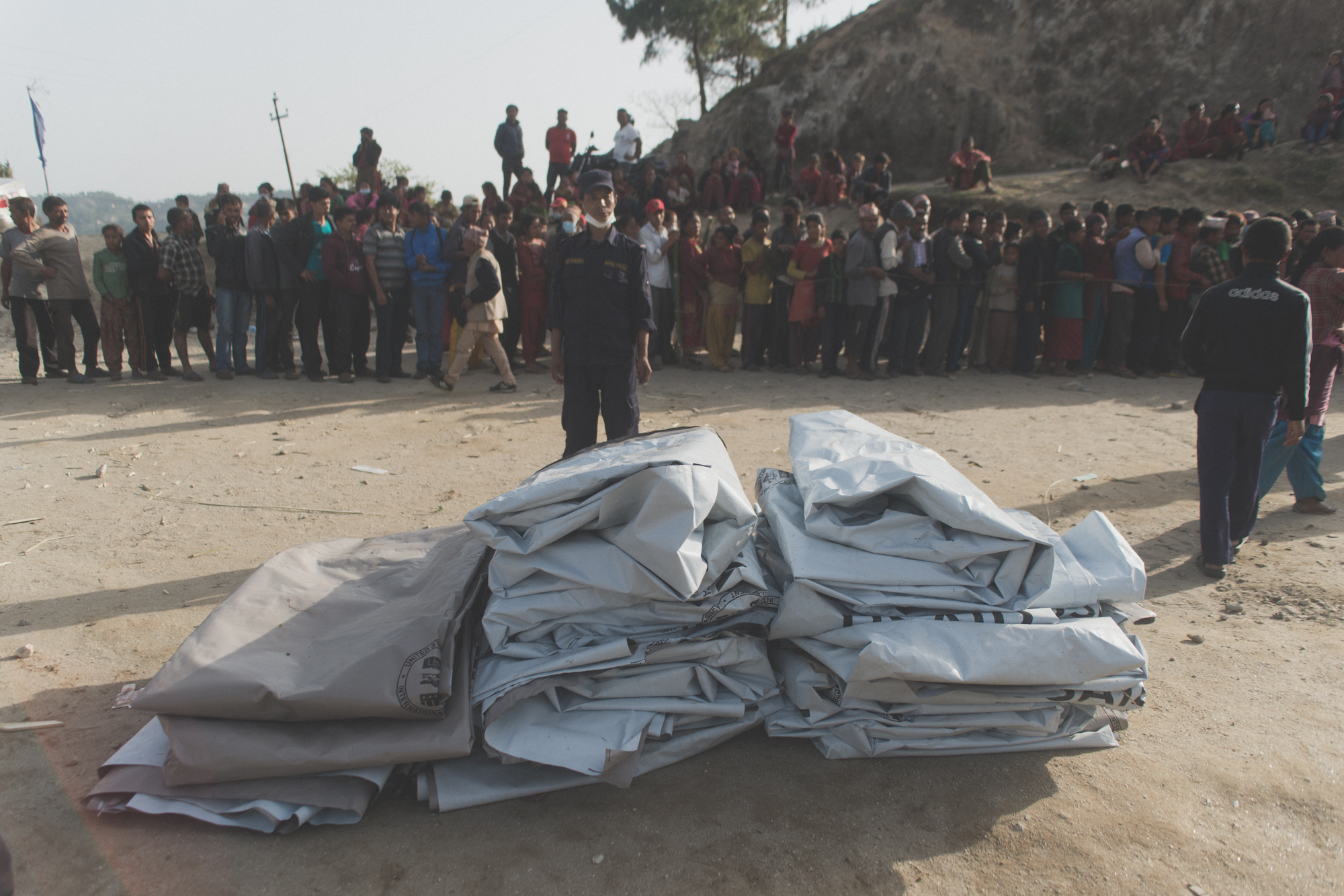
5월 1일, 네팔 카트만두 지역 상쿠(Sanghu) 마을과 주변 지역의 지진 피해 가구에 튼튼한 플라스틱 시트 200롤을 전달했다. 이 중요한 비상 대피소 재료 중 추가로 500롤이 고르카, 카트만두, 신두팔초크에 파견되었다. 이 시트는 USAID의 미국 해외재난지원국에서 제공했으며 비정부기구인 기술협력개발청과 세이브더칠드런에서 배포했다.

긴급 대피소(Emergency shelter) 또는 비상 대피소는 노숙자 보호소와 마찬가지로 이전 거주지에서 살 수 없는 사람들이 일시적으로 생활할 수 있는 장소이다. 가장 큰 차이점은 비상 대피소는 일반적으로 자연재해나 인재, 가정폭력, 성적 학대 피해자 등 특정 유형의 상황을 피해 도망치는 사람들을 전문으로 한다는 것이다. 좀 더 사소한 차이점은 비상 대피소에 머무르는 사람들은 직장, 학교 또는 심부름을 제외하고 하루 종일 머무를 가능성이 더 높은 반면, 노숙자 대피소는 일반적으로 사람들이 낮 동안 다른 곳에 머물고 잠을 자거나 식사만 하기를 기대한다는 것이다. 긴급 대피소는 때때로 지원 그룹을 촉진하거나 식사를 제공한다.
재해 후 비상 대피소(Post-disaster emergency shelter)는 홍수나 지진과 같은 자연 재해에 대응하여 조직이나 정부 비상 관리 부서에서 제공하는 경우가 많다. 이들은 텐트나 기타 임시 구조물, 교회나 학교 등 일반적으로 다른 목적으로 사용되는 건물을 사용하는 경향이 있다. 이러한 정착지는 재건 과정 전체 기간 동안 거주할 수 있으며 피난처라기보다는 정착지로 생각되어야 하며 물/위생, 생계와 관련하여 계획되어야 한다.
비상 대피소의 새로운 범주는 온난화 센터이다. 온난화 센터는 일반적으로 특히 춥거나 비가 오는 밤에 열린다. 노숙자 보호소 수용을 거부하거나, 노숙자 보호소 이용이 허용되지 않거나, 노숙자가 아니지만 집의 난방이 부적절하거나 오작동하는 사람이 이용할 수 있다.

## 같이 보기
- 민방위
- 비상 관리
- 노숙자 보호소
- 노숙인
- 자연재해